# Serenata napulitana
Serenata napulitana è un brano musicale italiano del 1897, scritto dal musicista Mario Pasquale Costa e dal poeta Salvatore Di Giacomo.